# Kim Hyun-joo
Dans ce nom coréen, le nom de famille, Won, précède le nom personnel.
Kim Hyun-joo est une actrice sud-coréenne, née le 24 avril 1977 à Goyang. Elle se fait connaître grâce à ses rôles dans les séries télévisées sud-coréennes. Elle est également MC, DJ, chanteuse et auteure d'un ouvrage créatif.

## Biographie

### Jeunesse
Kim Hyun-joo naît le 24 avril 1977 à Goyang, en Corée du Sud,.

### Carrière
Alors qu'elle est en troisième année de lycée, Kim Hyun-joo commence une carrière de mannequinat, en posant pour des magazines destinés aux adolescents.
En 1996, elle fait ses débuts dans le divertissement, en jouant dans le clip de One's Lifetime, réalisé par Kim Hyun-chul. L'année suivante, elle obtient un rôle dans le téléfilm The Reason I Live. Après avoir tourné dans quelques sitcoms, elle obtient plusieurs seconds rôles dans des téléfilms.
En 1998, elle décroche un rôle principal dans le film If It Snows on Christmas et remporte le prix de la nouvelle actrice, lors des SBS Drama Awards et MBC Drama Awards, pour Love You Love You et I Don't Know Anything But Love. Peu après, elle décroche un rôle majeur dans Springtime, avec pour partenaire Jang Dong-gun. Au même moment, son rôle dans Into the Sunlight stimule sa carrière ainsi que celle de ses partenaires de jeu, Cha Tae-hyun, Jang Hyuk et Kim Ha-neul.
Au début de l'année 2000, elle décroche un rôle principal dans Virtue, ainsi que d'autres rôles secondaires. Kim Hyun-joo devient célèbre auprès du grand public en 2002, avec ses rôle principal dans Cinderella et Glass Slippers, film dans lequel deux sœurs sont séparées enfants et se rencontrent sans le savoir à l'âge adulte. Mettant également en vedette Kim Ji-ho, Han Jae-suk et So Ji-sub, ce film est un succès et Kim Hyun-joo reçoit plusieurs prix lors des SBS Drama Awards. Glass Slippers rencontre également un grand succès en Chine, à Taïwan et Hong Kong, ainsi qu'au Viêt Nam. Forte de cette nouvelle popularité, elle joue ensuite, en 2003, aux côtés de Taïwan l'artiste americano-taïwanais Vanness Wu, dans le film d'arts martiaux Star Runner.
Entre 2004 à 2005, elle joue l'héroïne Choi Seo-hee dans une adaptation télévisée du célèbre roman Toji, réalisé par Park Kyung-ni, qui dépeint la vie et les amours des paysans et de la noblesse en Corée, au tournant du XXe siècle. Cette production à gros budget est un succès et lui permet d'être nommée en tant meilleure actrice de télévision aux Baeksang Arts Awards en 2006. Après avoir joué dans Marrying a Millionaire en 2005, Kim Hyun-joo fait le choix de ne plus tourner durant deux ans, lasse d'être sans cesse cataloguée dans des rôles de jeune femme douce et innocente. Elle revient en 2007, avec un rôle à la télévision dans In-soon Is Pretty. Malgré le faible taux d'audience obtenu par cette série, elle est récompensée par un prix d'excellence aux KBS Drama Awards, puis passe dix jours à Vancouver, pour tourner le documentaire ECO Canada. Elle apparait également dans un reportage photo diffusée dans le magazine Sure, visant à sensibiliser le public aux problèmes d'environnement.

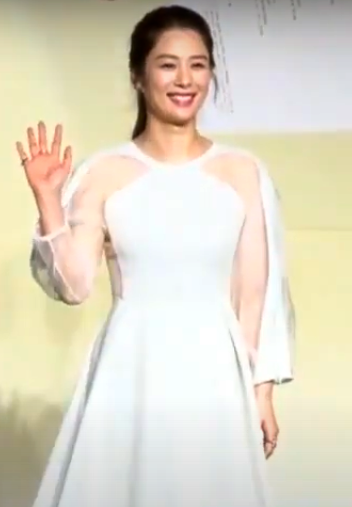
Kim Hyun Joo, en 2014

Le 20 décembre 2009, elle publie l'ouvrage Hyun-joo's Handcrafted Story, dans lequel elle propose des créations personnelles et des photos de ses travaux d'aiguille.
En 2010, trois de ses proches disparaissent. Son ami, l'acteur Park Yong-ha, se suicide le 30 juin et son père, Kim Tae-beom, décède le 7 juillet, des suites d'une longue maladie. Elle choisit alors de voyager au Bangladesh et aux Philippines, en tant qu'ambassadrice bénévole de Good Neighbours, une ONG humanitaire, à qui elle fait également don de l'argent collecté lors des funérailles de son père, auquel elle ajoute une partie du revenu de la vente de ses livres, pour construire des bibliothèques dans onze orphelinats des bidonvilles de Dhaka. Elle enseigne également pour cette même ONG, auprès des écoliers coréens, sur le thème de la pauvreté dans le monde.

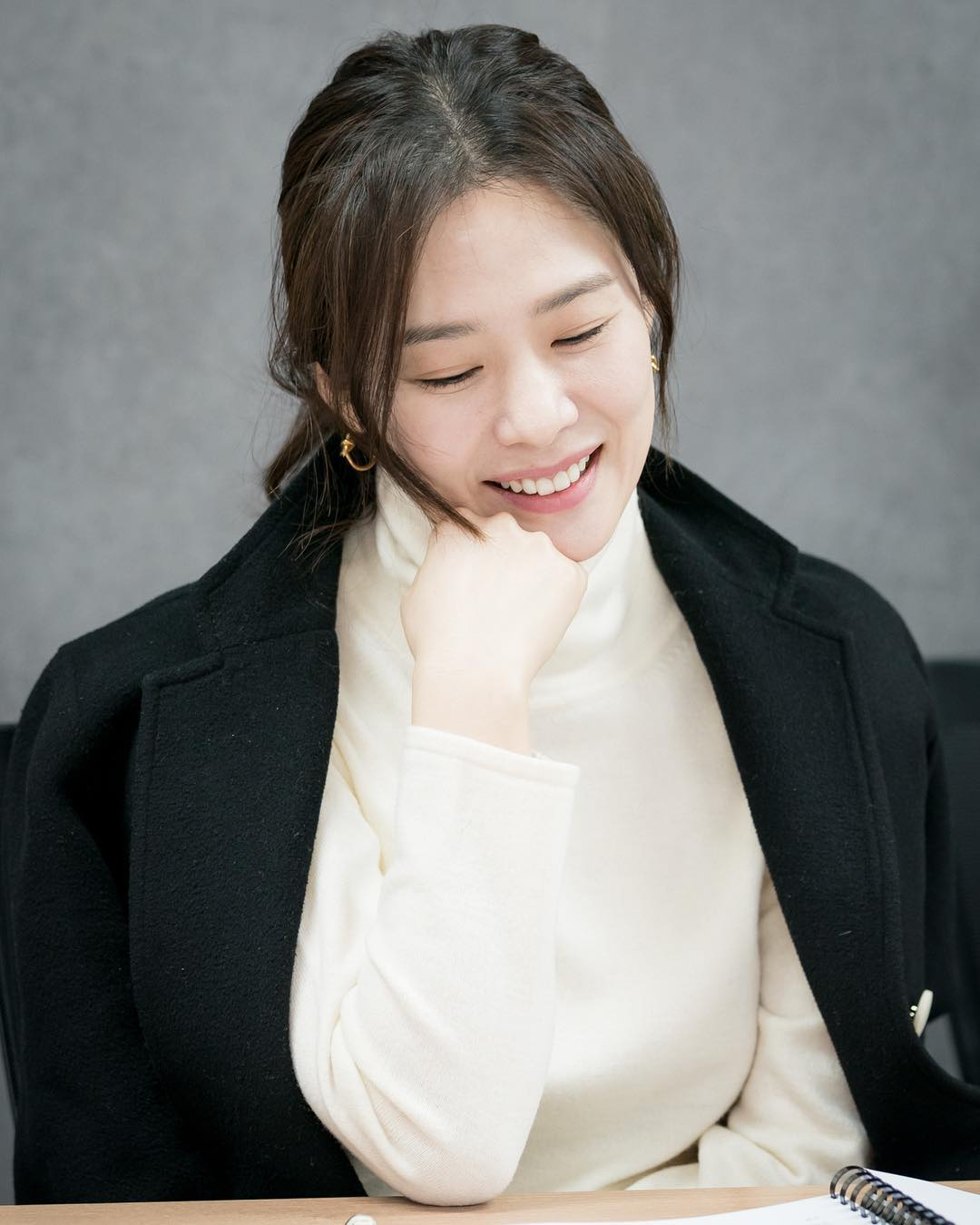
Kim Hyun-joo, en 2018

En 2011, elle reprend son activité d'actrice, en jouant dans Twinkle Twinkle et remporte un Top Excellence Award lors des MBC Drama Awards. Elle joue également dans le court métrage Q&A, réalisé par Kim Dae-seung, commandé par la Commission nationale des droits de l'homme de Corée.
En 2013, contrairement à ses personnages habituels, elle joue Lady Jo (Jo Gwi-in ), une des héroïnes légendaires de la dynastie Joseon, dans Blooded Palace : La guerre des fleurs. Les critiques louent alors sa polyvalence.
Dès 2014, elle anime Musical Journey to Yesterday, un programme musical dans lequel des idoles actuelles et des vétérans de l'industrie musicale interprètent en direct des chansons à succès des années 1970 à 1990, et joue dans What Happens to My Family?, ce qui lui vaut une nouvelle fois le Top Excellence Award , lors des KBS Drama Awards.
En 2015, elle joue quatre personnages dans le mélodrame, I Have a Lover et remporte le Top Excellence Top Excellence Award des APAN Star Awards et SBS Drama Awards,.
En 2019, elle joue le rôle d'une avocate criminelle et reçoit des critiques élogieuses pour son personnage indépendant et unique.
En 2021, elle joue dans un remake du drame britannique JTBC, de la BBC, aux côtés de Ji Jin-hee, ainsi que dans la série Hellbound, réalisée par Yeon Sang-ho et diffusée sur la plateforme Netflix, dès le mois de novembre,.

## Filmographie

### Cinéma
- 1998 : If It Snows On Christmas (크리스마스에 눈이 내리면) : Lee Song-hee
- 1999 : Calla (카라) : Yoon Soo-jin
- 2003 : Star Runner (스타러너) : Kim Mi-kyo
- 2004 : Shinsukki Blues (신석기 블루스) : Seo Jin-young
- 2011 : If You Were Me 5: Questions & Answers (시선 너머  -  백문백답) : Jung Hee-joo
- 2023 : Jung_E de Yeon Sang-ho : Jung-E

### Télévision

#### Séries télévisées
- 1997 : Reason I Live for (내가 사는 이유) : Chun Shim
- 1997 : Couple (짝): Jung Hee-ryung
- 1997 : Ready Go (레디 고!): Na Min-jung
- 1998 : Love You! Love You! (사랑해 사랑해): Lee Joo-hee
- 1998 : Three Guys and Three Girls (남자셋 여자셋): Kim Hyun-joo
- 1998 : I Don't Know Anything But Love (사랑밖엔 난 몰라): Baek Young-gu
- 1998 : MBC Best Theater "Jeondeungsa" (베스트극장 - 전등사): Hyo Im
- 1999 : Springtime (청춘): Cha Won-young
- 1999 : The Last War (마지막 전쟁): Han Ji-eun
- 1999 : Into the Sunlight (햇빛속으로): Lee Yun-hee
- 2000 : Love Story - Ep.7: Insomnia, Manual and Orange Juice (러브스토리 - 불면증, 매뉴얼 그리고 오렌지 주스): Seo Young
- 2000 : Virtue (덕이): Jung Kwi-duk
- 2000 : Medical Center (메디컬센터): Soo Kyung
- 2001 : Her House (그 여자네 집): Park Young-chae
- 2001 : Sangdo, Merchants of Joseon (상도): Park Da-nyung
- 2002 : Glass Slippers (파란만장 미스김 10억 만들기): Kim Eun-jae
- 2004 : Ms. Kim's Million Dollar Quest (유리구두): Lee Sun-woo / Kim Yoon-hee
- 2004 : The Land (토지): Choi Seo-hee
- 2005 : Marrying a Millionaire (유리구두): Han Eun-young
- 2007 : In-soon is Pretty (인순이는 예쁘다): Park In-soon
- 2009 : Boys Over Flowers (꽃보다 남자): Gu Joon-hee
- 2009 : Partner (파트너): Kang Eun-ho
- 2011 : Twinkle Twinkle (반짝반짝 빛나는): Han Jung-won
- 2012 : Dummy Mommy (바보엄마): Kim Young-joo
- 2013 : Blooded Palace : The War of Flowers (궁중잔혹사 꽃들의 전쟁): Jo Yam-jeon
- 2014 : What Happens to My Family ? (가족끼리 왜 이래): Cha Kang-shim
- 2015 : I Have A Lover (애인 있어요): Do Hae-kang / Dokgo Yong-gi
- 2016 : Fantastic (판타스틱): Lee So-hye
- 2018 : The Miracle We Met (우리가 만난 기적): Sun Hye-jin
- 2019 : Watcher (왓쳐): Han Tae-joo
- 2021 : Undercover (언더커버): Choi Yeon-soo
- 2021 : Hellbound (지옥): Min Hye-jin

### Émissions télévisées de variété
- 1997 : Scoop! Entertainment City (특종! 연예시티) : VJ
- 1997 : Popular Song Best 50 (인기가요 베스트 50) : VJ
- 1997 : Saturday Power Start (토요일 전원 출발) : MC
- 1997 : Gwangjang Music with Gung Sun-young (궁선영의 가요광장  -  사랑밖엔 난 몰라) : Panéliste
- 1998 : Super TV Enjoy Sunday (슈퍼TV 일요일은 즐거워) : MC
- 1999 : Sunday Sunday Night (일요일 일요일 밤에) : MC
- 1999 : Section TV Entertainment (섹션TV 연예통신) : MC, avec Seo Kyung-suk
- 1999 : FM Dating with Kim Hyun Joo (김현주의 FM데이트) : DJ
- 1999 : MBC Drama Awards (MBC 연기대상) : MC, avec Shin Dong-ho
- 1999 : MBC Drama Awards (MBC 연기대상) : MC, avec Shin Dong-ho
- 2000 : Mnet KM Music Festival (뮤직비디오 페스티벌) : MC
- 2000 : And e-Wonderful World (와 e-멋진 세상) : MC

## Discographie

### Singles
- 2003 : Sad Fate (슬픈인연)
- 2009 : Promise (약속)
- 2012 : Forgetfulness (건망증), feat. PK Heman

## Distinctions

### MBC Drama Awards
- 1998 : Best New Actress, pour son rôle dans I Don't Know Anything But Love
- 2001 : Excellence Award, Actress, pour son rôle dans Her House
- 2011 : Top Excellence Award, Actress in a Serial Drama, pour son rôle dans Twinkle Twinkle

### SBS Drama Awards
- 1998 : Best New Actress, pour son rôle dans I Love You! I Love You!
- 2000 : Excellence Award, Actress, pour son rôle dans Virtue, Love Story
- 2002 : Excellence Award, Actress in a Special Planning Drama, pour son rôle dans Glass Slippers
- 2002 : Top 10 Stars Award, pour son rôle dans Glass Slippers
- 2002 : SBSi Award, pour son rôle dans Glass Slippers
- 2004 : Excellence Award, Actress in a Drama Special, pour son rôle dans Ms. Kim's Million Dollar Quest
- 2004 : Top 10 Stars Award, pour ses rôles dans Ms. Kim's Million Dollar Quest et The Land
- 2005 : Netizen Popularity Award, pour ses rôles dans The Land et Marrying a Millionaire
- 2015 : Top 10 Stars, pour ses rôles dans The Land et Marrying a Millionaire
- 2015 : Top Excellence Award, Actress in a Serial Drama, pour son rôle dans I Have a Lover
- 2015 : Netizen Popularity Award, pour son rôle dans I Have a Lover
- 2015 : Best Couple Award with Ji Jin-hee, pour son rôle dans I Have a Lover
- 2015 : Top 10 Stars, pour son rôle dans I Have a Lover

### KBS Drama Awards
- 2007 : Top Excellence Award, Actress, pour son rôle dans In-soon Is Pretty
- 2014 : Top Excellence Award, Actress, pour son rôle dans What's With This Family
- 2014 : Best Couple Award, avec Kim Sang-kyung, pour son rôle dans What's With This Family

### APAN Star Awards
- 2015 : Top Excellence Award, Actress in a Serial Drama, pour son rôle dans I Have a Lover

### OCN Awards
- 2019 : Best Case Solver Award, pour son rôle dans Watcher